# Marta Krásová
Marta Krásová, née le 16 mars 1901 à Protivín (Autriche-Hongrie) et morte le 20 février 1970 à Vráž (district de Beroun, Tchécoslovaquie), est une mezzo-soprano tchèque.
Elle a eu une carrière internationale active dans de grandes maisons d'opéra en Europe de 1922 à 1966.

## Filmographie
- 1933 : La Fiancée vendue : Háta
- 1960 : Rusalka (téléfilm)
- 1967 : Hôtel pour étrangers (Hotel pro cizince) : Rosická
- 1968 : Muž, který stoupl v ceně (cs) : Sousedka na ulici
- 1970 : The Unknown War (en) : Klára Justová
- 1970 : Un cas pour un bourreau débutant : Dáma

## Récompenses et distinctions
- (en) Marta Krásová: Awards, sur l'Internet Movie Database